# Preacher
Preacher är en amerikansk tecknad serie utgiven på Vertigo förlag. Serien skapades av serieförfattaren Garth Ennis och tecknaren Steve Dillon (1962-2016). Preacher blev uppmärksammad för sin råa brutalitet och sitt sätt att använda kristet material. 

## Handling
Handlingen kretsar kring den amerikanske pastor Jesse Custer som har blivit besatt av varelsen Genesis. Genesis är avkomman av en ängel och en demon, och den skänker Jesse övernaturliga förmågor. Tillsammans med flickvännen Tulip och vännen Cassidy, som är irländare och vampyr, beger sig Jesse ut för att leta rätt på Gud och ställa honom till svars. 

## Utgivning
Preacher gavs ursprungligen ut på DC Comics underetikett Vertigo i 66 månatliga nummer med start 1995. Dessutom har ytterligare 5 specialnummer samt en 4-nummers miniserie: Preacher: Saint of Killers givits ut. Det sista månatliga numret publicerades i oktober 2000. Hela serien har därefter utgivits i nio samlingsutgåvor. Tidningens 23 första nummer gavs på svenska i serietidningen Magnum Comics mellan åren 1996–1997.

### Album
- Gone to Texas
- Until the End Of the World
- Proud Americans
- Ancient History
- Dixie Fried
- War In The Sun
- Salvation
- All Hell's A-Coming
- Alamo

## I andra medier
En tv-adaption skapades av Evan Goldberg, Seth Rogen och Sam Catlin 2016. Preacher hade amerikansk premiär den 22 maj 2016 på AMC och svensk premiär på Viaplay dagen efter.